# Edificio Robot
El Edificio Robot (Robot Building en inglés), situado en el distrito financiero Sathorn de Bangkok, Tailandia, alberga la sede del United Overseas Bank en Bangkok. Fue diseñado por Sumet Jumsai para el Bank of Asia con el objetivo de reflejar la informatización de la banca; su arquitectura es una reacción contra la arquitectura neoclásica y la arquitectura postmoderna high-tech. Las características del edificio, como paredes retranqueadas sucesivamente, antenas, y ojos, contribuyen a su apariencia de robot y su función práctica. Completado en 1986, es uno de los últimos ejemplos de arquitectura moderna en Bangkok.

## Diseño

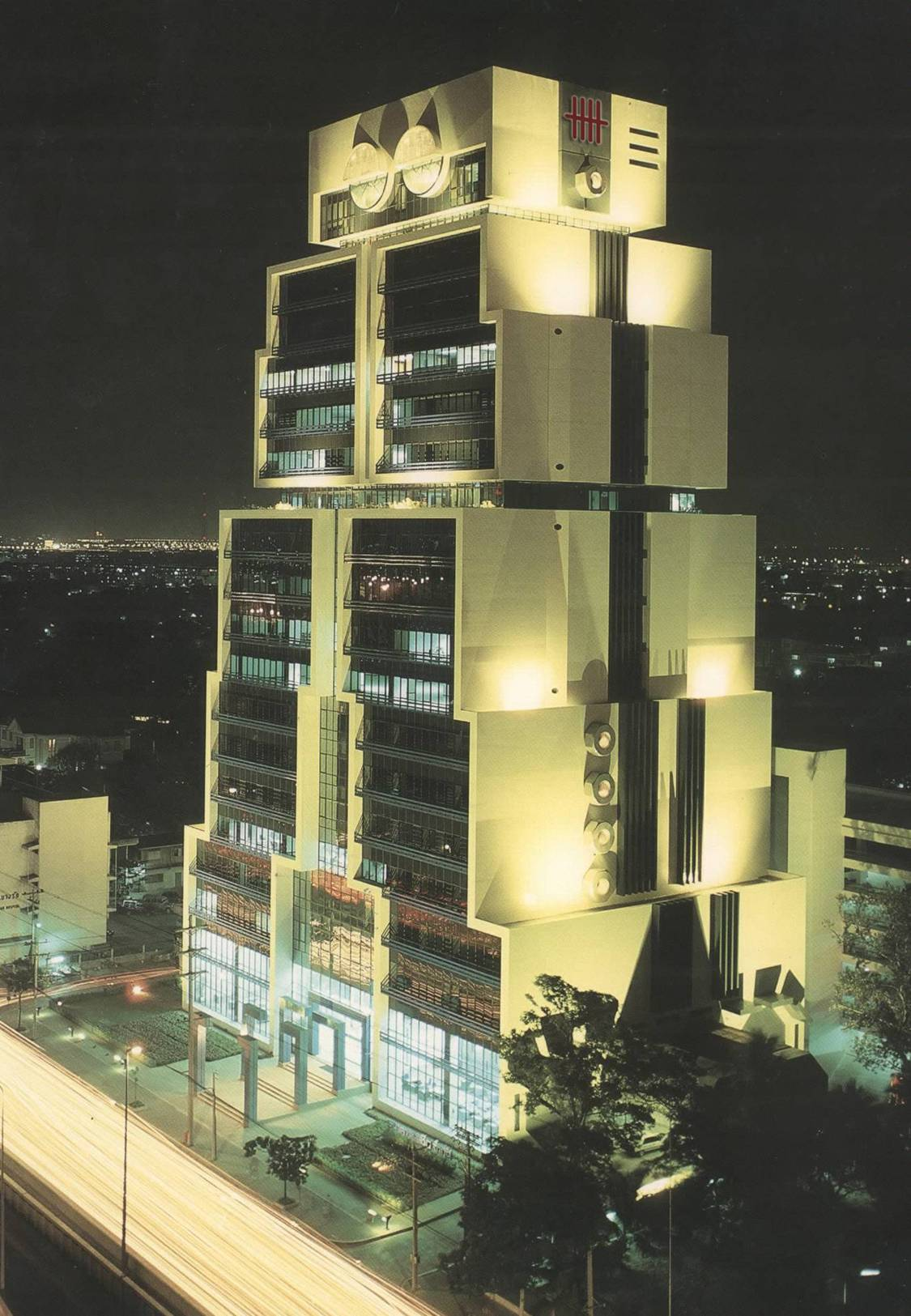
Edificio Robot visto en la noche

El arquitecto tailandés Sumet Jumsai diseñó el Edificio Robot para el Bank of Asia, que fue comprado por el United Overseas Bank en 2005. Los directores del Bank of Asia le pidieron que diseñara un edificio que reflejara la modernización e informatización de la banca y se inspiró en el robot de juguete de su hijo.
Sumet diseñó el edificio en oposición consciente al estilo postmoderno de la época, en especial la arquitectura neoclásica y la arquitectura high-tech reflejada en el Centre Pompidou. Aunque Sumet elogió el comienzo del postmodernismo como una protesta contra el diseño moderno puritano y soso, posteriormente lo denominó "un movimiento de protesta que busca sustituir sin proponer un sustituto". Sumet rechazó el neoclasicismo de mediados de los ochenta por estar "en quiebra intelectual" y criticó el "catálogo de motivos arquitectónicos sin sentido" que caracterizaban el neoclasicismo de Bangkok. También rechazó la arquitectura high-tech, "which engrosses itself en la máquina mientras que al mismo tiempo ama en secreto los objetos hechos a mano y el trabajo manual honesto", como un movimiento sin futuro.
Sumet escribió que su edificio "no tiene que ser un robot" y bastaría "sujeto de otras metamorfosis", siempre que pudieran "liberar el espíritu del actual callejón sin salida intelectual e impulsarlo hacia delante, hacia el siguiente siglo". Escribió que su diseño se podría considerar post-high-tech: en lugar de exhibir el funcionamiento interno del edificio, escogió adornar el producto finalizado con abstracciones de partes mecánicas. Su edificio, según el, luchaba contra la visión del siglo XX de la máquina como una "entidad independiente" a menudo "elevada sobre un pedestal para el culto" y, al convertirla en "parte de nuestras vidas diarias, un amigo, nosotros mismos", allanó el camino a la amalgama de hombre y máquina del siglo XXI.
El edificio fue completado en 1987 con un coste de US$ 10 millones. A mediados de la década de 1980, la arquitectura moderna había decaído en Bangkok; este edificio es uno de los últimos ejemplos de este estilo.

## Características
El edificio tiene veinte plantas y una superficie total de 23 506 m². Tiene retranqueos en las plantas 4, 8, 12, 16 y 18; la forma escalonada contribuye a la apariencia de robot y es una solución eficiente a las normativas de retranqueos, que exigen una inclinación de 18 grados desde cada lado del límite de la parcela. La planta baja del edificio es un patio de operaciones de altura doble. Su arquitectura interior, diseñada en asociación con la firma 7 Associates, se diseñó para acentuar la apariencia de robot del edificio; hay cuatro esculturas del artista tailandés Thaveechai Nitiprabha en la puerta principal. A cada lado del patio de operaciones hay entresuelos que contienen oficinas y salas de reuniones. La segunda planta del edificio contiene un gran salón multiusos, oficinas y salas de formación, y las plantas superiores contienen espacio de oficinas. Bajo el edificio principal se sitúa un aparcamiento de ocho plantas.

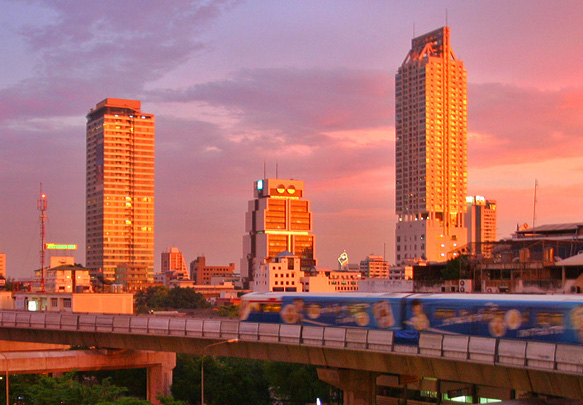
El Edificio Robot visto desde Silom Road.

La decoración del exterior del edificio contribuye a la apariencia de robot del edificio, aunque también sirve para funciones prácticas. Dos antenas en el techo del edificio se usan para telecomunicaciones y como pararrayos. En la parte superior de la fachada, frente a las salas principales de reuniones y cenas de las mejores suites ejecutivas, hay dos ojos entrecerrados de 6 m que sirven como ventanas. Los ojos están hechos de cristal reflectante y los párpados están hechos de persianas metálicas. Tuercas de hormigón reforzado con vidrio adornan los lados del edificio; las tuercas más grandes del edificio tienen un diámetro de 3,8 m y fueron las más grandes del mundo en el momento de su construcción. Las paredes este y oeste del edificio (los lados del robot) tienen pocas aperturas para proteger su interior del sol y aumentar la eficiencia energética, y los lados norte y sur (la parte delantera y trasera del robot) son muros cortina tintados cuyo color azul brillante se escogió porque era el símbolo del Bank of Asia.

## Reconocimiento
El Edificio Robot fue elegido por el Museo de Arte Contemporáneo de Los Ángeles como uno de los cincuenta edificios más influyentes del siglo. El edificio también consiguió Sumet, un premio del Museo Ateneo de Arquitectura y Diseño de Chicago, el primero de estos premios concedido a un diseñador tailandés. Según la Enciclopedia de la Arquitectura del Siglo XX de Stephen Sennott, el edificio "aumentó el reconocimiento mundial de la arquitectura tailandesa moderna".